# First Canadian Place
O First Canadian Place é um arranha-céu localizado em Toronto, Ontário, Canadá. Com 298 metros, ou 978 pés (355 metros com a antena incluída) é o maior arranha-céu do Canadá e o sétimo maior da América do Norte. É a terceira maior estrutura sem apoios do Canadá,  atrás da Torre CN, também em Toronto, e o Inco Superstack em Sudbury, Ontário.
O First Canadian Place está localizado no distríto financeiro de Toronto na ala noroeste das ruas King e Bay, o centro financeiro industrial Canadense. É a sede do Banco de Montreal, o mais velho banco do país.
O arquiteto foi Bregman + Hamann Architects e o consultor de design foi Edward Durrell Stone. 	
O edifício é conhecido pela sua pedra branca terminal, incomum em uma cidade em que vidro, aço e concreto dominam a paisagem. Existem 600 toneladas de mármore branco italiano em cada andar. Quando construído, foi o 8ª maior edifício do mundo (atualmente 38ª). Ele foi também o prédio mais alto da Commonwealth, até a construção da Petronas Towers, em Kuala Lumpur, na Malásia, em 1998. O logo do Banco de Montreal, "M-bar", no topo do edifício, foi o mais alto do mundo desde 1975, até ser ultrapassado pelo sinal do CITIC Plaza, em 1997.
O edifício foi construído em 1975 (chamado originalmente de First Bank Building) no local do antigo Edifício Toronto Star. Foi o último canto das ruas King e Bay a ser redesenhado e uma grande expectativa surgia sobre o que viria a substituir o velho edifício. A "batalha" pela licitação de construção do edifício foi vencida pela pequena empresa Olympia e York. No entanto, a eleição do prefeito reformista David Crombie levaram a novas regras de proibição a arranha-céus. Foram três anos de negociações antes da permissão para a torre ser concedida.
O edifício está no sistema PATH e tem 29 elevadores. O telhado contém um número de antenas utilizadas para radiodifusão e televisão. A fachada foi alterada pela primeira vez em 2004, quando o logo azul do banco foi substituído por letras azuis BMO e os novos tons branco-vermelho do novo logo.
O endereço é 100 King Street West Toronto, ON